# Alioune Ndoye (football)
Alioune Ndoye, né le 5 octobre 2001 à Rufisque, est un footballeur sénégalais jouant au poste d'attaquant de pointe au Vitória SC.

## Biographie
Alioune Ndoye est un joueur sénégalais de football né le 5 octobre 2001 à Rufisque qui joue au poste d'attaquant. Il a été formé par le club sénégalais de Teungueth FC où il évolue de 2018 à 2020. Alioune Ndoye rejoint le championnat de Lettonie en août 2020 où il s'engage avec le Valmiera FC. Il évolue avec le Valmiera FC jusqu'en 2025 avec le titre de champion de Lettonie et deuxième meilleur buteur en 2022. Alioune Ndoye rejoint le championnat suisse avec le Servette FC en janvier 2025 pour un prêt de six mois. Malgré de bonnes performances dans le championnat suisse, Alioune Ndoye n'est pas conservé par le Servette FC et retourne au Valmiera FC. En août 2025, Alioune Ndoye quitte définitivement le Valmiera FC pour rejoindre le Vitória SC dans le championnat portugais.

## Palmarès
- Championnat de Lettonie
  - Champion : 2022.